# Guinea en los Juegos Olímpicos de Río de Janeiro 2016
Guinea participó en los Juegos Olímpicos de Río de Janeiro 2016 con un total de cinco deportistas, que compitieron en tres deportes. La yudoca Mamadama Bangoura fue la abanderada en la ceremonia de apertura.

## Participantes

### Atletismo
| Atleta                 | Evento                | Eliminatoria | Eliminatoria | Semifinal | Semifinal | Final     | Final     |
| Atleta                 | Evento                | Resultado    | Posición     | Resultado | Posición  | Resultado | Posición  |
| ---------------------- | --------------------- | ------------ | ------------ | --------- | --------- | --------- | --------- |
| Mohamed Lamine Dansoko | 100 metros masculinos | 11.05        | 6            | No avanzó | No avanzó | No avanzó | No avanzó |
| Makoura Keita          | 100 metros femeninos  | 12.66 MP     | 4            | No avanzó | No avanzó | No avanzó | No avanzó |

### Judo
| Atleta            | Evento          | Primera ronda          | Segunda ronda | Cuartos de final | Semifinales | Repechaje | Final / MB | Final / MB |
| Atleta            | Evento          | Resultado              | Resultado     | Resultado        | Resultado   | Resultado | Resultado  | Posición   |
| ----------------- | --------------- | ---------------------- | ------------- | ---------------- | ----------- | --------- | ---------- | ---------- |
| Mamadama Bangoura | 63 kg femeninos | García (ECU) P 000–100 | No avanzó     | No avanzó        | No avanzó   | No avanzó | No avanzó  | No avanzó  |

### Natación
| Atleta        | Evento                           | Eliminatoria | Eliminatoria | Semifinal | Semifinal | Final     | Final     |
| Atleta        | Evento                           | Tiempo       | Posición     | Tiempo    | Posición  | Tiempo    | Posición  |
| ------------- | -------------------------------- | ------------ | ------------ | --------- | --------- | --------- | --------- |
| Amadou Camara | 50 metros estilo libre masculino | 27.35        | 78           | No avanzó | No avanzó | No avanzó | No avanzó |
| Mariama Sow   | 50 metros estilo libre femenino  | 39.85        | 87           | No avanzó | No avanzó | No avanzó | No avanzó |